# Jack Dunphy
John Paul Dunphy, detto Jack (Atlantic City, 22 agosto 1914 – New York, 26 aprile 1992), è stato uno scrittore statunitense.
Nonostante il carattere riservato deve la sua notorietà alla sua lunga relazione con Truman Capote.

## Biografia
Nato ad Atlantic City, crebbe a Filadelfia, dove intraprese la carriera di ballerino e sposò la collega Joan McCracken. Dopo qualche tour di successo a New York ed in Sudamerica, nel 1944 fu arruolato nell'esercito USA e, nello stesso anno, fu pubblicato il suo primo lavoro letterario, un racconto dal titolo The Life of a Carrot. Nel 1948, appena dopo il divorzio, conobbe lo scrittore Truman Capote e tra loro iniziò una relazione; nel 1950 i due si trasferirono per un lungo periodo a Taormina, condividendo sentimenti e creatività letteraria.

## Opere
- John Fury (1946)
- Friends and Vague Lovers (1952)
- Nightmovers (1967)
- An Honest Woman (1971)
- First Wine (1982)
- A Memoir of My Life with Truman Capote (1987)
- The Murderous McLaughlins (1988)

| Controllo di autorità | VIAF (EN) 79460285 · ISNI (EN) 0000 0000 8159 6926 · LCCN (EN) n82079005 · GND (DE) 122086341 |